# Andrena dissona
Andrena dissona is een vliesvleugelig insect uit de familie Andrenidae. De wetenschappelijke naam van de soort is voor het eerst geldig gepubliceerd in 2005 door Thorp & LaBerge.